# インテリックス住宅販売
株式会社インテリックス住宅販売（インテリックスじゅうたくはんばい、英文社名：INTELLEX JYU-HAN）は東京都渋谷区に本社をおく、不動産仲介・販売企画をおこなう企業。

## 概要
1991年3月に設立。首都圏を中心に中古マンションにリノベーションを施し、販売を行う。2009年1月、総合リサイクルショップを運営する株式会社トレジャー・ファクトリーと業務提携を行い引越し時に発生する不用品の廃棄処分のアドバイスを行い家電・家具のリサイクル促進を行う。2010年7月、累計販売戸数10,000戸を突破。2011年11月に株式会社ブルースタジオと株式会社住環境ジャパンと共同で中古マンションの購入からリノベーションまでワンストップで行うサービス「TOKYO STANDARD」を開始。

## シンポジウム
- 「VIVA!・中古」　住宅を中心とした改修事業・不動産コンサルティングを行う企業が共同で開催したシンポジウム[5]。

## テレビ番組
- 日経スペシャル ガイアの夜明け 緊迫!不動産不況～金融危機がニッポンを襲う（2008年10月28日、テレビ東京）[6] - 値引き合戦を繰り広げる販売会社を取材。

## 関連会社
- 株式会社インテリックス
- 株式会社インテリックスプロパティ
- 株式会社インテリックス空間設計
- 株式会社インテリックスTEI
- 株式会社Intellex Funding